# Rutland (Vermont)
Rutland é uma cidade do estado americano de Vermont, no Condado de Rutland.

## Geografia
De acordo com o United States Census Bureau, a cidade tem uma área de 19,9 km², onde 19,6 km² estão cobertos por terra e 0,3 km² por água.

## Demografia
Segundo o censo nacional de 2010, a sua população é de 16 495 habitantes e sua densidade populacional é de 842,43 hab/km². É a quinta cidade mais populosa de Vermont. Possui 8 082 residências, que resulta em uma densidade de 412,76 residências/km².